# آليشيا فون رتبيرج
آليشيا فون رتبيرج (بالألمانية: Alicia von Rittberg)‏ هي ممثلة ألمانية، ولدت في 10 ديسمبر 1993 بميونخ في ألمانيا. مثلت في عدة أفلام ومسلسلات ألمانية، وحصلت على شهرتها خارج ألمانيا بعد تمثيلها في فيلم غضب مع براد بيت وشيا لابوف في سنة 2014، وفي سنة 2017 مثلت دور البطولة في مسلسل تشاريت وألذي حصلت بواسطته على جائزة بامبي. في يونيو 2017 حصلت أيضاً على بكلوريوس في الإدارة والاقتصاد من جامعة زيبلين.

## أعمال

### أفلام
- (2012) باربرا[8][9]
- (2014) غضب[10]

## وصلات خارجية
- آليشيا فون رتبيرج على موقع IMDb (الإنجليزية)
- آليشيا فون رتبيرج على موقع ميتاكريتيك (الإنجليزية)
- آليشيا فون رتبيرج على موقع روتن توميتوز (الإنجليزية)
- آليشيا فون رتبيرج على موقع قاعدة بيانات الأفلام العربية
- آليشيا فون رتبيرج على موقع ألو سيني (الفرنسية)
- آليشيا فون رتبيرج على موقع أول موفي (الإنجليزية)
- آليشيا فون رتبيرج على موقع قاعدة بيانات الفيلم (الإنجليزية)
- آليشيا فون رتبيرج على موقع ليتربوكسد (الإنجليزية)
- آليشيا فون رتبيرج على موقع كينوبويسك (الروسية)